# Neufra
Neufra là một thị xã nằm ở huyện Sigmaringen, thuộc bang Baden-Württemberg, Đức.